# Acrocercops xystrota
Acrocercops xystrota är en fjärilsart som beskrevs av Edward Meyrick 1915. Acrocercops xystrota ingår i släktet Acrocercops och familjen styltmalar.
Artens utbredningsområde är Guyana. Inga underarter finns listade i Catalogue of Life.